# Morada Nova (ovelha)

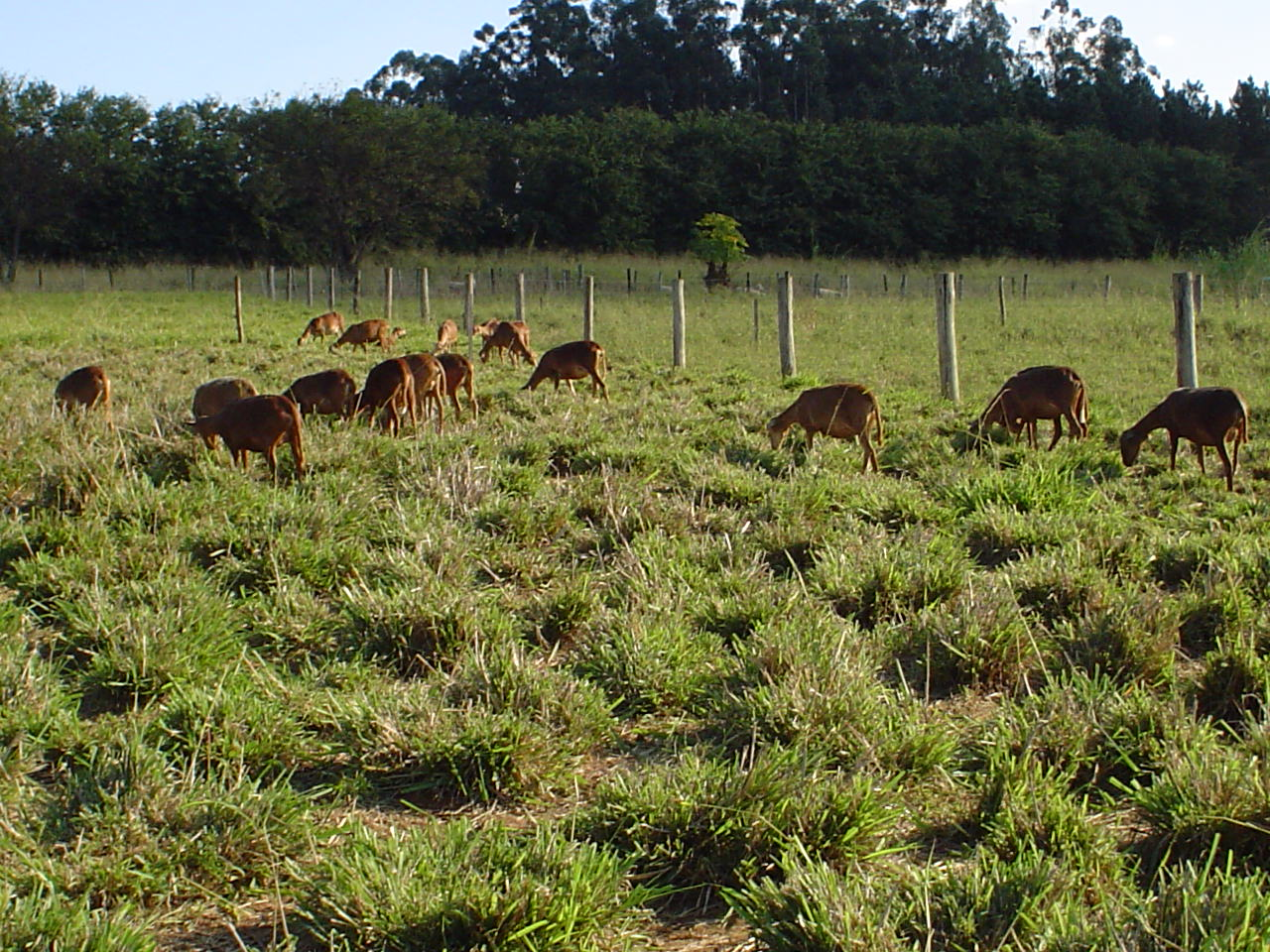
Ovinos Morada Nova

Morada Nova é uma raça de ovelha desenvolvida na região nordeste do Brasil, principalmente no município de Morada Nova no Ceará, com as características de não possuir lã, predominantemente mochos e possuírem couro de excelente qualidade. No início a denominação era "carneiro deslanado do nordeste" mas este nome não foi mais usado. Internacionalmente é chamada de "Brazilian Woolless".

## História
O Morada Nova descende do tronco de ovelhas denominado Jaguaribe, onde esta raça é a mais numerosa e conhecida. Este tronco é possivelmente formado de ovinos de origem portuguesa e espanhola, junto com raças indianas e africanas. Das raças de origem ibérica a que mais se assemelha, atualmente, é a raça Canária de Pelo, das raças de origem africana a que mais se assemelha é a Sahel, porém na sua formação pode ter contribuído também a Somalis, Dâmara e raças adaptadas ao território brasileiro como a  Somalis Brasileira e a Rabo Largo, dentre outras raças crioulas. Desde o descobrimento do Brasil, tais raças foram deixadas principalmente no nordeste pelos portugueses e tiveram que se adaptar e sobreviver, desenvolvendo-se por séculos, resultando nos animais atuais. A raça recebeu este nome devido ao relato do zootecnista Octávio Domingues que viu e descreveu estas ovelhas na região de Morada Nova, em 1938. Percebendo a dificuldade de um camponês no manejo de algumas destas ovelhas, perguntou a este homem se existiam outras do tipo recebendo como resposta que "havia milhares na região". O Morada Nova esteve em vias de extinção, devido ao fato de que diversos criadores no nordeste estavam trocando seus plantéis por animais de outra raças de maior tamanho e de origem europeia, mas um grupo de criadores fizeram um trabalho de recuperação da raça que se iniciou a partir da década de 80 do século XX e o processo de recuperação ainda é feito. O Morada Nova foi usado na formação da raça Santa Inês.

## Características
A raça é de dupla aptidão para carne e couro, destacando-se por ser muito rústica, reduzindo bastante os custos de criação. Por ter se desenvolvido no semiárido nordestino, se adapta bem a regiões de muito calor e adaptado para digestão de vegetação de baixo valor nutritivo. É um ovino que consegue sobreviver bem digerindo gramíneas, folhas e ramos secos em épocas de estiagem (comum na caatinga) quando criado em regime extensivo explorando a vegetação nativa, pois compensa a baixa quantidade de proteína fornecida pela vegetação seca por outras plantas com maiores teores de proteínas como leguminosas típicas do bioma resistentes a seca que mantém índices altos de proteína, o que é um fator que reduz bastante os custos com criação. O animal sobrevive e se desenvolve nestas condições, o que é ideal para criações de subsistência ou criação comercial de baixo custo, mas para criações comerciais produtivas de maior lucratividade se recomenda o fornecimento nas épocas de estiagem (continuarão a se alimentar em campo) de alimentação complementar (ração, feno, silagem, capineira, etc.) para aqueles animais destinados à engorda e ao abate para otimizar o ganho de peso deles. Para animais em regime extensivo criados a pasto, em época de estiagem, caso o pasto não seja consorciado com outras espécies vegetais resistentes à seca e com maiores teores de proteína como leguminosas, é essencial o fornecimento de alimentação complementar para que se atinja o mínimo de proteína diária necessária apenas para manter o peso dos animais, pois os animais não conseguirão atingir este valor mínimo de proteínas diárias caso se alimente somente de pasto composto de gramíneas secas de baixo valor nutricional.
É um animal deslanado e seu couro é considerado de excelente qualidade, um dos melhores entre as raças de ovinos. 
Sua carne é apontada por apreciadores de carne de ovinos como macia, de alta qualidade, muito suculenta e benéfica a saúde. Restaurantes com gastronomia requintada têm procurado no Morada Nova suprir uma demanda por carne de ovino diferenciada para atender clientes de paladar exigente, oferecendo opções de cortes e/ou preparos especiais.
São animais de pouca altura, porém parrudos. Num primeiro momento, a raça pode não surpreender em termos de aparência, contudo o porte menor da raça permite uma maior quantidade de animais por hectare comparada a raças maiores, ganhando vantagens em termos de peso total e número de nascimentos. O Morada Nova é uma das raças com maior prolificidade, com média de nascimentos por volta de 1.7 por parto e intervalo entre os partos curto por volta de de 9 meses, sendo comum o nascimento de gêmeos e relativamente comum o parto de trigêmeos com mães de excelente habilidade maternal. O peso dos machos fica entre 40 e 60 quilos e as fêmeas entre 30 e 50 quilos. Sua cor varia desde um vermelho mais escuro até um mocho mais claro. O tamanho das orelhas chamam bastante a atenção, é uma das menores entre os ovinos.

## Distribuição do plantel
A grande maioria dos animais estão concentrados no nordeste brasileiro, porém há criadores que estão comprando e desenvolvendo a raça em outras regiões do Brasil de olho em seu potencial. Já existem criadores no sudeste e centro-oeste.

## Melhoramentos genéticos

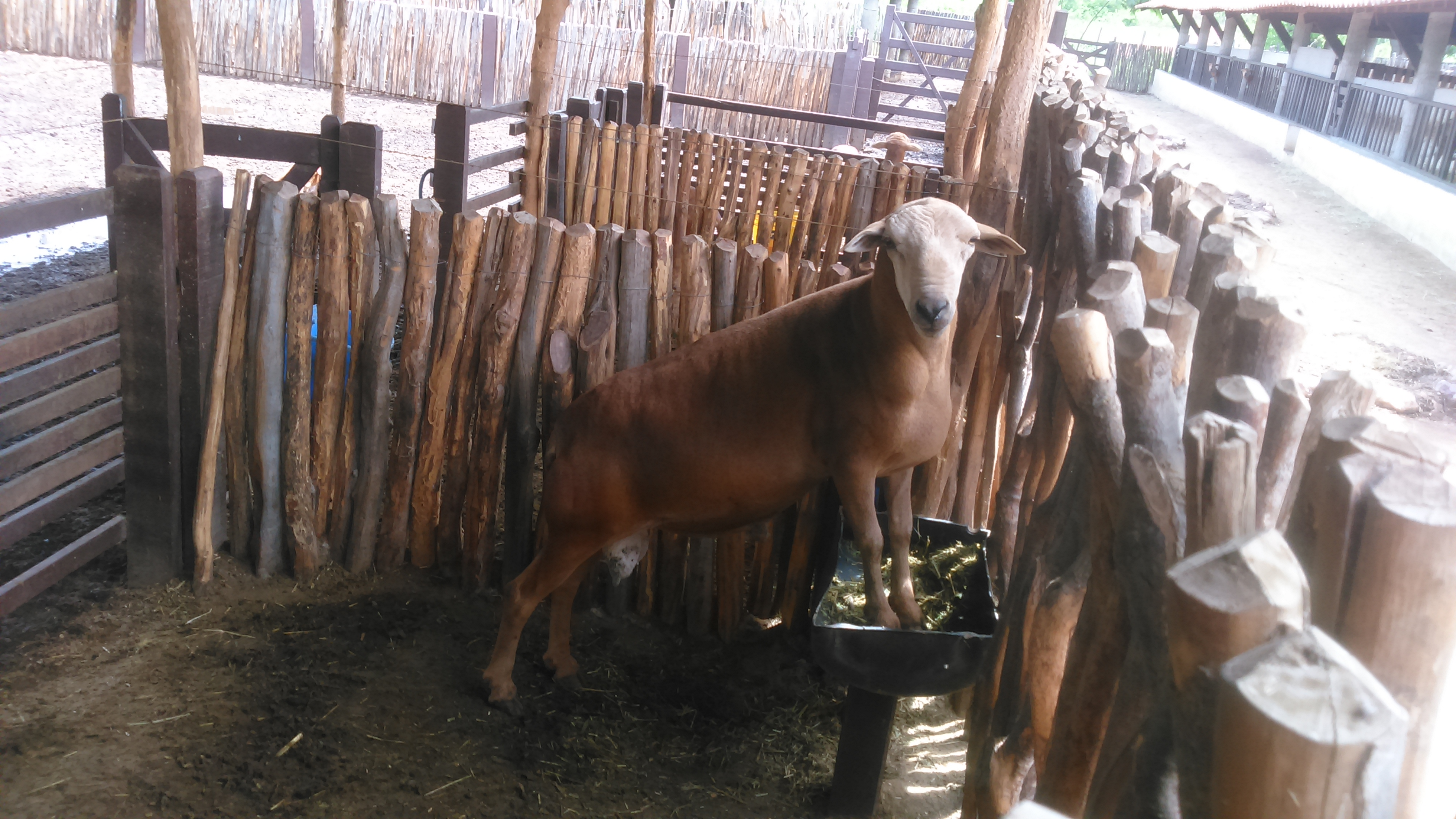
Reprodutor Morada Nova

Com o crescente interesse pela raça, os criadores tem se esforçado para melhorar a qualidade do plantel, com a assessoria da Embrapa, para produzir animais com melhor conformação física e qualidade de carcaça. O trabalho de seleção já tem rendido frutos: há criadores produzindo excelentes reprodutores neste sentido, sendo comercializados a um preço bem alto no mercado. A tendência no decorrer do tempo é a qualidade geral do rebanho melhorar, mantendo suas já conhecidas características como carne e couro de excelente qualidade, rusticidade, tamanho pequeno, tolerância ao calor, capacidade de digerir pastagens de baixa qualidade, prolificidade, etc.

## Valor genético
A raça também tem despertado bastante interesse pelo fato de ser adaptada a regiões quentes e capacidade de digerir vegetação de baixa qualidade, característica também presente no cerrado, onde a estiagem pode durar vários meses, dependendo das condições climáticas de cada ano. Em um cenário de aquecimento global, raças rústicas e resistentes ao calor têm se valorizado. A raça possui séculos de adaptabilidade à caatinga, mas ainda são necessários vários estudos para indicar o que torna a raça tão apta a sobreviver à estiagem comendo vegetação nativa em época de seca. Alguns estudos indicam que a raça tem uma menor frequência respiratória, maior tolerância ao calor, maior resistência à vermes e boa conversão alimentar, o que podem ajudar a responder a questão, mas provavelmente não são as únicas. A busca por tais genes podem levar a melhor aprimoramento e produtividade da raça e a um importante recurso genético para o melhoramento ou criação de novas raças, o que torna tais animais numa ótima alternativa para as populações de regiões tropicais, assim como tem acontecido com o crescente interesse pela raça bovina Curraleiro Pé-Duro.